# Сибомана, Патрик
Патрик Сибомана (руанда Patrick Sibomana; род. 15 октября 1996, Кигали) — руандийский футболист, полузащитник кенийского клуба «Гор Махиа».

## Биография

### Клубная карьера
На взрослом уровне начал играть в клубе чемпионата Руанды «Исонга», где провёл 2 сезона. С 2013 года выступал за клуб АПР, с которым трижды стал чемпионом страны и выиграл Кубок. 4 августа 2017 года Сибомана подписал трёхлетний контракт с солигорским «Шахтёром». Спустя несколько дней, 13 августа игрок дебютировал в чемпионата Белоруссии, отыграв весь матч против клуба «Минск» (3:0).

### Карьера в сборной
Дебютировал за сборную Руанды 22 декабря 2012 года в возрасте 16 лет, выйдя на замену на 65-й минуте в товарищеском матче со сборной Анголы.

## Достижения
АПР
- Чемпион Руанды (3): 2013/2014, 2014/2015, 2015/2016
- Обладатель Кубка Руанды: 2013/2014

«Шахтёр» Солигорск
- Бронзовый призёр Чемпионата Белоруссии: 2017